# Ressha Sentai ToQger
Ressha Sentai ToQger (烈車戦隊トッキュウジャー, Ressha Sentai Tokkyūjā) is de 38e Super Sentai-serie, geproduceerd door Toei Company. De serie begon met de uitzending op 16 februari 2014 in Japan op TV Asahi, en liep uiteindelijk tot 15 februari 2015. De serie telt in totaal 47 afleveringen. 

## Productie
Ressha Sentai ToQger is de eerst Super Sentai-serie met treinen als thema. Ressha Sentai ToQger is ook het 2e Super Sentai team met een oranje teamlid. Dit is het 6e teamlid en voegt zich later bij de serie. Subthema’s van de serie zijn fantasie, verbeelding en vriendschap. De personages maakten hun debuut met een gastoptreden in de film Zyuden Sentai Kyoryuger vs. Go-Busters: The Great Dinosaur Battle! Farewell Our Eternal Friend.
Dit is ook het eerste Super Sentai-team waarin de teamleden niet gedurende de hele serie 1 kleur kostuum dragen, maar regelmatig van kleur wisselen met anderen. Door van trein te verwisselen met die van een teamlid krijgen ze het kostuum van dat teamlid. 

## Verhaal
Vijf jonge mensen reizen samen op de Rainbow Line (Regenbooglijn), een magische spoorweg die alleen zichtbaar is voor mensen met veel fantasie. Doorgaans kunnen alleen kinderen derhalve deze treinlijn zien. Ze besturen elk een trein genaamd Ressha (烈車). Hiermee rijden ze stad en land af, op zoek naar de kwaadaardige Shadow Line (シャドーライン Shadō Rain); een groep monsters die hun eigen magische spoorweg onderhouden met behulp van angst en verdriet van mensen. 
De vijf ToQgers hebben een aantal problemen: ze hebben geen herinneringen aan hun jeugd en ze komen vaak langs bij stations die zijn overgenomen door de kwade Shadow Line. Hun taak is om de Shadow Line te verdrijven uit de stad en de Rainbow Line te beschermen. Een andere taak is dat ze verloren treinen (reassha) weer moeten vinden en moeten toevoegen aan de Rainbow Line. Daarnaast moeten ze steeds stukje bij beetje hun verloren herinneringen aan hun jeugd proberen terug te halen. Uiteindelijk wordt duidelijk dat de ToQgers zelf nog kinderen zijn, en derhalve nog genoeg fantasie hebben om de Rainbow Line te zien. Ze zijn in volwassenen veranderd om ze te beschermen toen de Shadow Line hun thuisstad Subarugahama vernielde.